# متقلبة المأكولات
متقلبة المأكولات (الاسم العلمي:Proteus cibarius) هي نوع من البكتيريا تتبع جنس المتقلبة من الفصيلة المورغانيلية.